# بوتیناو (داکوتای شمالی)
بوتیناو(به انگلیسی: Bottineau) شهری در ایالت داکوتای شمالی کشور ایالات متحده آمریکا است که جمعیت آن در سرشماری سال ۲۰۱۰ میلادی، ۲٬۲۱۱ نفر بوده‌است.